# بیلولا
بیلولا (به انگلیسی: Biloela) یک شهرک در استرالیا است که در Shire of Banana واقع شده‌است.